# Antagora
Nella mitologia greca,  Antagora (in greco antico: Ἀνταγόρας) era il nome di uno dei figli di Euripilo.

## Il mito
Antagora, un semplice pastore di Coo, un giorno incontrò Eracle, gettato dalla burrasca sull'isola. Entrambi desideravano un ariete che passava vicino e decisero di disputare una gara di lotta per decidere a chi dovesse andare. Antagora fu aiutato da una schiera di Meropi e alla fine sopraffece Eracle, che dovette fuggire con abiti femminili, recuperati a casa di una donna, una certa matrona tracia.
In seguito, si rifocillò a dovere, si riposò e pieno di energie affrontò di nuovo i suoi avversari e li sconfisse duramente, purificandosi in seguito con il loro sangue.

### Pareri secondari
Secondo altri autori l'ariete era del pastore ed Ercole propose di comprarla.

### Fonti
- Omero, Iliade II. 678-679
- Pseudo-Apollodoro, Libro II -  7,8

### Moderna
- Robert Graves, I miti greci, Milano, Longanesi, ISBN 88-304-0923-5.
- Angela Cerinotti, Miti greci e di roma antica, Prato, Giunti, 2005, ISBN 88-09-04194-1.